# Aerangis pulchella
Aerangis pulchella är en orkidéart som först beskrevs av Rudolf Schlechter, och fick sitt nu gällande namn av Rudolf Schlechter. Aerangis pulchella ingår i släktet Aerangis och familjen orkidéer. Inga underarter finns listade i Catalogue of Life.